# 戶部尚書
戶部尚書，中國古代官名，六部中戶部的最高長官，相當於今日的財政部長，雅称“司徒”、“司農”、「民曹」、「地官」。

## 演變
此职可追溯至漢朝，時有置尚書郎4人，其中1人主財帛委輸，即國家財政工作。
曹魏時置度支尚書寺，專掌軍費統籌。經隋朝稍加改變，唐朝武德元年（618年），因隋為民部尚書。至貞觀二十三年（649年）六月二十日，避李世民名諱改為戶部尚書。顯慶元年（656年）七月二十一日。改為度支尚書。龍朔二年（662年），改為司元太常伯。咸亨元年（670年），復為戶部尚書。光宅元年（684年），改為地官尚書。神龍元年（705年），復為戶部尚書。至後代仍為常職。
戶部尚書主要掌管國家經濟，包括戶口、稅收、農、商，統籌國家經費等等。

## 戶部尚書名人

### 唐朝
高祖
窦琎
刘文静
郑善果
皇甫无逸
于筠
太宗
裴矩
韩仲良
戴胄
窦静
唐俭
刘洎
李纬
高季辅
高宗
杨纂
高履行
唐临
杜正伦
卢承庆
乐质
窦德玄
戴至德
许圉师
崔知悌
薛元超
武后
李晦
魏玄同
韦方质
王本立
格辅元
狄仁杰
杨执柔
姚璹
韦巨源
李峤
中宗
杨再思
苏瓌
韦安石
李承嘉
苏珦
睿宗
钟绍京
姚珽
刘幽求
毕构
李日知
岑羲
魏知古
玄宗
魏知古
钟绍京
李晋
王琚
姚珽
尹思贞
毕构
陆象先
张嘉贞
王晙
杜暹
李林甫
李尚隐
裴宽
章仇兼琼
安思顺
肃宗
李光弼
李峘
李国祯
代宗
张献诚
李光进
路嗣恭
畅璀
德宗
萧复
刘从一
崔造
班宏
裴延龄
王纯
顺宗
王纯
宪宗
李栾
赵宗儒
李元素
韩皋
袁滋
于頔
李鄘
穆宗
杨於陵
马总
敬宗
王涯
薛平
胡证
文宗
崔植
令狐楚
崔从
崔元略
王起
郑覃
王璠
杨嗣复
郑澣
杜悰
武宗
李珏
郑肃
李固言
崔铉
卢钧
宣宗
李回
崔元式
卢商
崔龟从
令狐绹
裴休
魏谟
封敖
懿宗
柳仲郢
畢諴
裴休
李福
曹确
路岩
于琮
萧邺
刘邺
僖宗
刘邺
赵隐
卢携
李都
豆卢瑑
萧遘
卢渥
昭宗
张濬
郑延昌
卢知猷
杨堪
李知柔
王抟
崔胤
陆扆
裴贽
独孤损
昭宣帝
独孤损
柳璨
朱启光

### 宋朝
- 葉夢得
- 鄒應龍

### 明朝
- 夏原吉
- 倪元璐
- 沈廷扬（追赠）
- 邹文盛

### 清朝
- 和珅